# 장제스

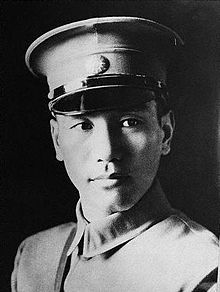
젊은 시절 장제스의 모습

장제스(중국어 정체자: 蔣介石, 간체자: 蒋介石, 병음: Jiǎng Jièshí, 한자음: 장개석, 1887년 10월 31일~1975년 4월 5일) 또는 장개석(광둥어: Zoeng Gaai-Sek, 영어: Chiang Kai-shek)은 중화민국의 군인, 정치인이자, 중화민국 국민정부의 제2, 4대 총통 및 국부천대 이후 제1~5대 총통(1925년 ~ 1975년)을 역임하였다. 제스는 자(字)이며 흔히 불린다. 본명은 장중정이다.(중국어 정체자: 蔣中正, 간체자: 蒋中正, 병음: Jiǎng Zhōngzhèng, 한자음: 장중정) 아명은 루이위안(瑞元), 족보명은 저우타이(周泰), 학명은 즈칭(志淸)으로, 종교는 불교에서 감리교로 개종했으며, 황푸군관학교 교장, 국민혁명군사령관, 중화민국 국민정부 주석, 중화민국 행정원장, 국민정부 군사위원회 위원장, 중국국민당 총재, 삼민주의 청년단 단장 등을 역임하였다.
1906년 바오딩 군관학교에 입학하고 다음해 일본 육군사관학교로 유학갔다. 일본 유학시기에 중국동맹회에 가입하고 1911년 신해혁명에 참가하였다. 쑨원의 신임을 받아 1923년 제1차 국공합작때는 소련으로 군사시찰을 갔으며, 귀국 후 황푸군관학교 교장에 취임했다. 1926년 국민혁명군 총사령관에 취임하여 북벌을 시작하였으며 1927년 4월에는 상하이 쿠테타를 일으켜 중국공산당을 축출하고 1928년에 베이징을 점령하여 북벌 완수를 선언했다.
이후 난징에 수도를 정하고 국민정부를 선포, 국민정부 주석과 육군, 해군, 공군 총사령이 되어 정당과 정부의 지배권을 확립했다. 1930년부터 공산당 토벌에 나섰으며, 1937년 일본의 침공으로 중일전쟁이 발발했는데도 이를 항일전쟁보다 우선시하였다. 그러나 1936년 공산당 토벌작전을 독려하기 위해 시안에 갔다가 그의 부하인 장쉐량과 그의 군대에 의해 감금당한 시안 사건을 계기로 1937년 제2차 국공합작을 결성하여 공산당과 함께 항일전쟁(중일전쟁)에 나섰다. 공산당과 대립하면서도 일본을 상대로 전쟁을 이끌어 1945년 일본의 항복으로 중일전쟁에서 중국(당시 중화민국)을 승전국으로 만들고 세계를 이끌어갈 차기 강대국의 지위를 인정받게 되었으나, 1946년부터 다시 공산당과 내전을 벌였으며, 1949년 중국공산당에 밀려 타이완으로 이전하였다. 중화민국의 총통과 국민당 총재로 장기 집권하다가 1975년 사망했다.
1948년 5월 20일부터 1949년 1월 21일까지는 중화민국의 초대 총통인 국가원수를 지냈고 1950년 3월 1일부터 1975년 4월 5일까지 초대~5대(리쭝런의 직무대행기간 및 사망으로 인한 옌자간의 직무승계기간 제외) 중화민국 총통을 역임했다. 1930년대 김구가 있던 대한민국 임시정부의 활동을 적극 지원하고 하였다.

## 생애

### 어린 시절

#### 출생과 유소년기

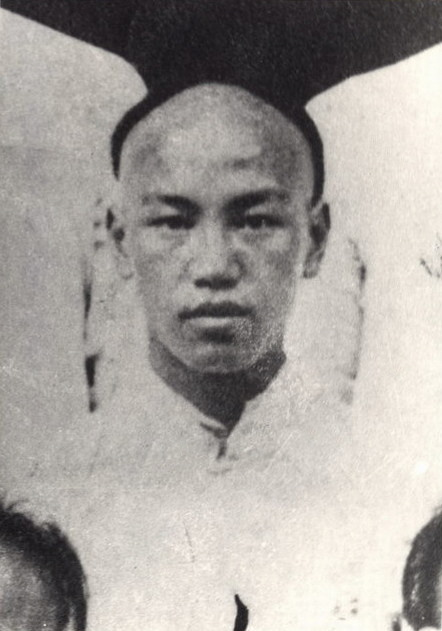
기숙사 군사 학교 시절의 장제스(1907년)

장제스는 1887년에 청 제국 절강성(浙江省) 봉화현(奉化縣)에서 소금상인 장조총(蔣肇聰, 장자오충)과 왕채옥(王采玉, 왕차이위)의 장남으로 태어났다. 자는 중정(中正)으로 보통 장개석이라는 이름 외에 별호를 붙인 이름인 장중정을 사용하기도 했다. 그의 부친 장지총은 대대로 이어온 가업인 소염상(小鹽商)이어서 집안은 중산층 상인 집안이었는데 할아버지 장사천(蔣斯千)의 대에 가업을 시작하였다. 그러나 아버지는 장제스가 9살 때 갑자기 사망했고 이후 장제스의 가정 형편은 어렵게 되었다고 한다. 그러나 모친 왕차이위는 재혼하지 않고 어린 장제스 남매를 양육하였다. 모친 왕차이위는 전형적인 현모양처로서 불교신앙이 깊고 자녀들 교육에 엄격하며 매우 근면한 성격이었다 한다.
장제스는 6세부터 16세 소년기까지 고향의 여러 사숙(私塾)을 옮겨 다니면서 여러 스승에게서 전통 한학을 공부하였다. 그는 8세 때 이미 《대학》과 《중용》을 읽기 시작하였으며, 13세에 《상서》와 당시(唐時)를 배웠고, 14세에 《역경(易經)》을 완독하였으며, 15세에 《좌전(左傳)》을 읽고 책론(策論)을 배우기 시작했으며, 16세에는 모사성(毛思誠) 문하에서 《좌전》을 다시 배우고 《통감(通鑑)》을 훑어 보았다고 한다. 이렇게 장제스는 소년기에 이미 중국의 전통 학문과 사상에 대한 상당한 수준의 지식을 쌓았는데, 이것이 훗날 그의 민족주의적 성향과 중국의 전통적 가치를 중히 여기는 데 바탕이 되었다 한다.
장제스는 14세가 되던 해였던 1901년, 당시 관행대로 어머니가 정해 준 5년 연상인 인근 처녀 마오푸메이와 결혼하였다. 이 첫째 부인 마오푸메이가 훗날 장제스의 장남 장징궈와 딸 장젠화의 친어머니이다. 그러나 1913년 그는 마오푸메이를 버리고 야오예청 등 내연녀를 둔다. 1921년에는 마오푸메이와 법적 이혼하고 19년 연하의 천제루(陳潔如)와 2번째 결혼한다.
장제스가 신식교육을 받기 시작한 것은 17세부터다. 1904년 펑화현의 봉록학당으로 진학하여 영어와 산술, 이화학 과목 등을 배웠고, 다음해 닝파(寧波)의 전금공학(箭金公學)으로 전학하였는데, 거기서 박학하고 혁신적 사상을 가진 가오칭롄(高淸廉)이라는 스승을 만난다. 그는 거기서 쑨원의 혁명운동과 미국과 유럽 등 선진국에 대하여 듣고 쑨원을 존경하고 혁명에 투신할 뜻을 품게 되었다. 그가 일본에 가서 군사학을 배울 생각을 하게 된 것도 이때 비롯되었다 한다.

#### 청년기

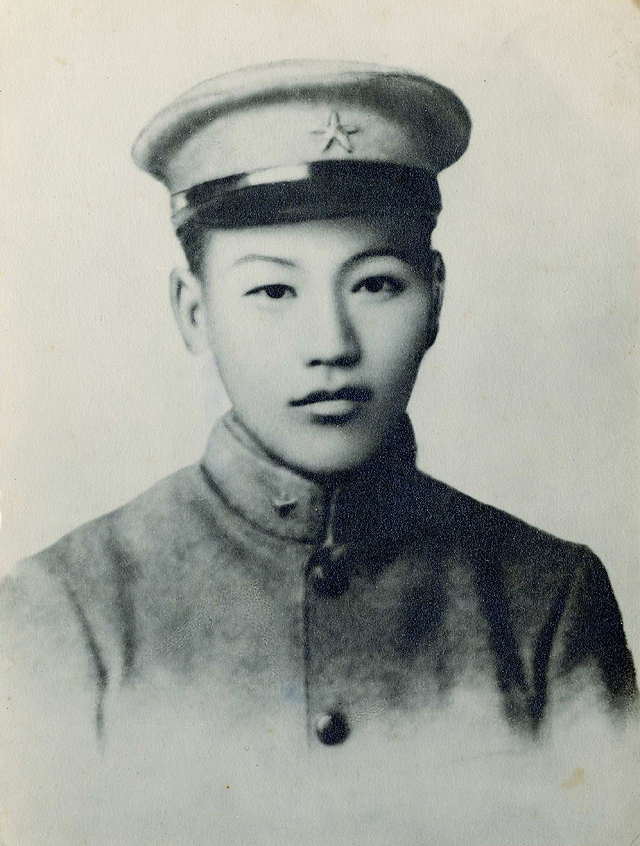
일본 유학 시절의 장제스

장제스가 청소년기를 보낸 시기는 중국 군벌의 군웅할거와 외세의 침입으로 군사적으로 중국이 매우 약해진 시기였고 야심 많았던 장은 군문의 길을 가기로 결심하고 1906년 4월 바오딩군관학교에 입학하여 군사수업을 받았고 1908년 일본에 있는 東京振武学校에 제11기생 62명의 일원으로 입학하여 1910년 11월 졸업한다. 東京振武学校는 청나라 유학생의 준비교육을 목적으로 일본이 설립한 국립 군인양성학교이다. 진무학교 졸업후, 1910년 12월 5일부터 일본육군 제13사단의 보병, 기병, 포병 각연대에 배속되어 실습을 받는다. 일본육군사관학교에 입학하고 졸업한 것으로 알려져 있으나, 실제로 입학한 적이 없으며 일본육군 隊附士官候補生으로 근무한 것이다.

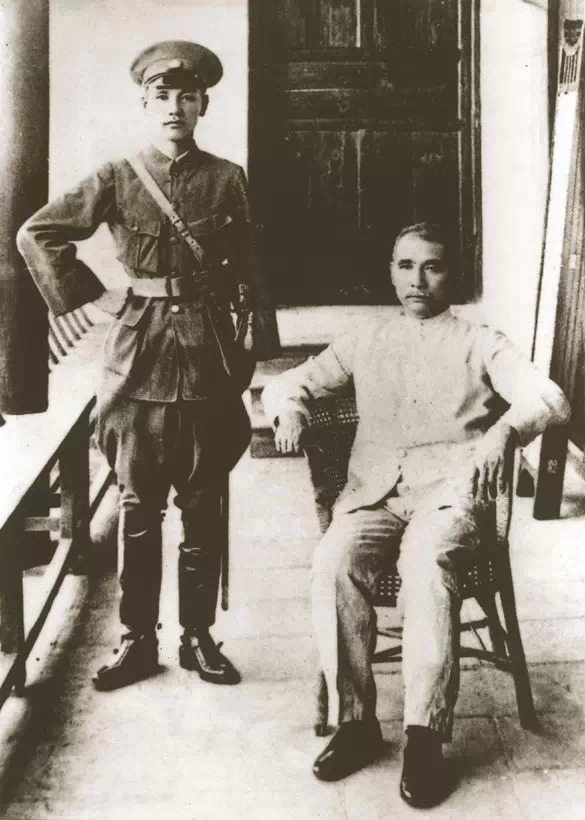
장제스와 쑨원

1911년 신해혁명이 터지자 중국으로 돌아와 혁명군을 이끌었고 군사적인 재능을 보여 쑨원의 신임을 얻게 되었다. 이후 위안스카이의 반동정책에 맞서 싸웠고 잠시 상하이의 지하 폭력조직인 청방에도 관여한 것으로 보인다. 1918년 그는 다시 쑨원의 휘하에서 군사업무를 보았고 1923년 쑨원과 그의 아내 쑹칭링을 암살범의 기관총 공격에서 구해내어 쑨원의 두터운 신임을 얻었다. 이무렵 쑨원은 소비에트 연방과 손잡고 제1차 국공합작을 실시했는데 이때 장제스는 군사자문단으로 소비에트로 가서 소비에트군을 연구하고 돌아왔다. 당시 중국 혁명의 성공여부는 바로 군사력에 달려있었는데 쑨원은 혁명을 실천할 군사력을 키우기 위해 광저우에 황푸군관학교를 설립하였고 장제스는 그 학교의 초대 교장이 되었다. 장은 이 학교에서 자신의 부하들을 많이 길러냈으며 황푸학교는 국민당 내에서 장제스의 권력을 강화하는 데 큰 역할을 하였다.

### 중화민국 국민정부 주석

#### 주석 취임 초기

##### 북벌 단행

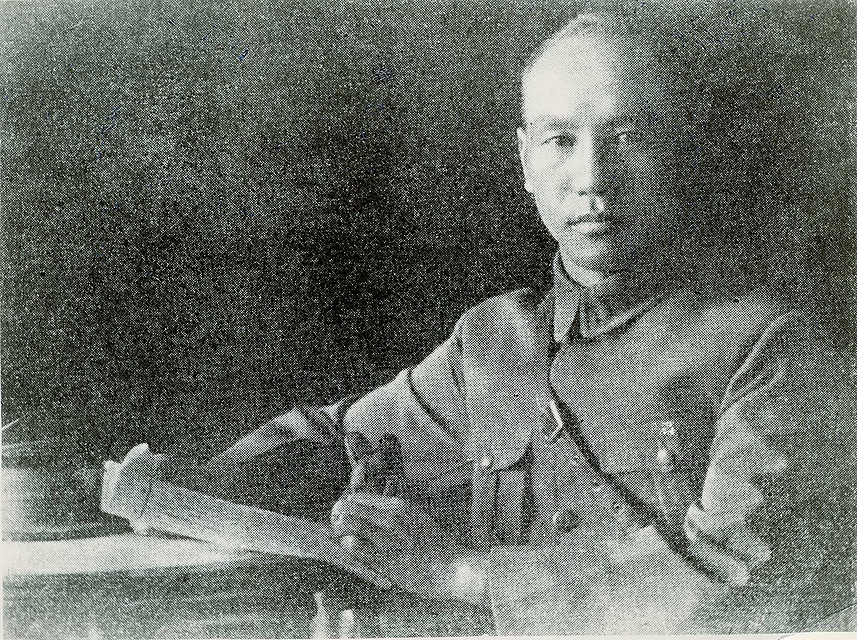
북벌기간 중 장제스, 1926년

1925년 3월 12일 쑨원이 죽자 국민당의 권력을 놓고 권력투쟁이 벌어졌다. 장제스는 국민당 우파로 기울었고 쑨원의 또다른 신임을 받고 있던 왕징웨이는 국민당 좌파의 우두머리가 되어 권력투쟁이 벌어졌다. 장제스는 상대적으로 왕보다 국민당내의 서열이 낮았지만 황푸학교 출신의 부하들의 지지와 군사력을 바탕으로 중산함 사건을 일으켜 결국 국민당 권력을 잡았다.
한편 국민당은 1925년 국민혁명군을 창설하고 장제스는 그 총사령관이 되어 군벌들로부터 중국을 통일하기 위해 대규모 군사작전을 펼쳤는데 이때 국민당군은 세 개의 파로 나뉘어 북쪽으로 진군했다. 1926년 중국 북부의 군벌들을 제압하기 위하여 대규모 북벌을 개시했다. 이때 우한으로 진군한 왕징웨이 등 국민당 좌파는 우한에서 장제스의 국민당과 별개의 우한국민당 정부를 세우고 장제스와 대립하게 되는데 난징과 상하이를 탈환한 후 장제스는 국민당 내 좌파와 공산당을 소탕할 것을 결심하게 되었다.
1927년 4월 12일 장제스는 상하이에서 대대적인 공산당 소탕작전을 펼치고 이후 중국 전역에서 대규모 공산주의자 학살이 일어났다. (4.12사건 참조) 이 사건으로 좌파를 일소한 장제스는 거침없이 북벌을 단행하였고 1928년 6월 그의 군대가 수도인 베이징(北京)을 탈환, 입성하고 마지막 남은 펑톈군벌 장쉐량을 복속시켜 마침내 중국을 국민당의 깃발 아래 통일시키고 국민정부를 정통 정부로 만들었다.
1928년 난징(南京)에 그를 국가 주석으로 하는 국민당 주도의 새 중앙정부가 세워졌고 그는 성대한 취임식을 하였다.

##### 권좌에 오름

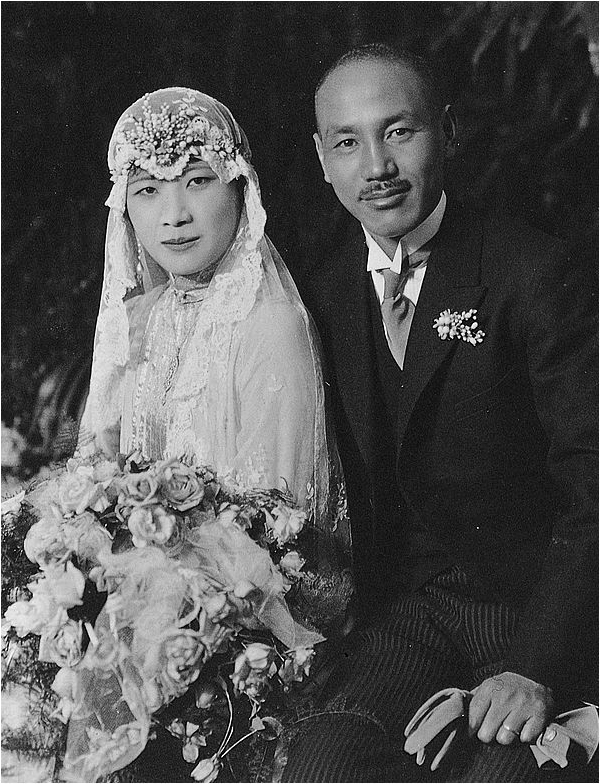
장제스와 쑹메이링의 결혼 사진(1927)

한편 장제스는 2번째 부인 천제루(陳潔如)와도 이혼하고 나서는 유력하고 부유한 가문인 쑹가문과 유대를 맺고 기독교 신앙으로 개종한 후 1927년 쑹메이링(宋美齡)과 3번째 결혼하였다.
장제스는 국민 정부의 총통이 되어 강력한 군사력을 바탕으로 권력을 잡았다. 원래 쑨원의 계획대로라면 그는 새로운 중국은 민주적인 절차와 헌법을 갖춰야 했으나 장제스는 당면한 현안문제(잔존 군벌의 불안, 중국공산당과의 갈등, 가속화하는 일본의 침략) 등을 들어 자유주의적 운동을 탄압하고 완전한 개혁을 이루지 못하였다. 장제스는 특히 공산당이 지배하는 지역을 완전히 정복하기 전까지는 일본의 침략에 대한 저항은 뒤로 미루기로 하였고 만주국을 앞세운 일본은 야금야금 대륙을 침입해 들어왔다. 그는 1930년부터 지속적으로 공산당 지배지역에 대한 토벌전을 벌였는데 완전히 섬멸할 수 없었다.
장제스는 중국 국민들에게 유교적 국가숭배의식을 부활시켰고, 신생활운동을 전개했으며 자신을 곧 국가와 동일시하는 정책을 폈다. 특히 남의사와 같은 정보기관을 동원하여 공산주의자와 반체제 인사들을 탄압하고 언론을 통제하였다. 한편 한국의 독립운동을 승인하여 대한민국 임시정부를 지원, 편의를 제공하기도 했다.

##### 도덕주의 강요 정책
한편 1930년대 후반 그는 공산당을 섬멸하기 전까지는 일본의 침략에 저항하지 않기로 결정함으로써 많은 항의를 받았는데, 특히 공산당에 대한 완전 섬멸이 계속 이루어지지 않아 더욱 곤경에 처하게 되었다. 결국 그는 도덕과 유교 윤리로 국민들을 통치할 계획을 세운다. 국민들에게 더욱 굳건한 도덕적 일체감을 심어주기 위하여 장제스는 유교의 국가숭배의식을 부활시켰고, 1934년에는 유교적 도덕을 주입시키기 위하여 신생활운동을 전개했다. 그러나 정권 내부부터 부패하고 타락해가고 있었으므로 도덕과 유교 윤리 장려 정책은 완벽하게 실패하고 만다.

#### 중일 전쟁과 국공합작

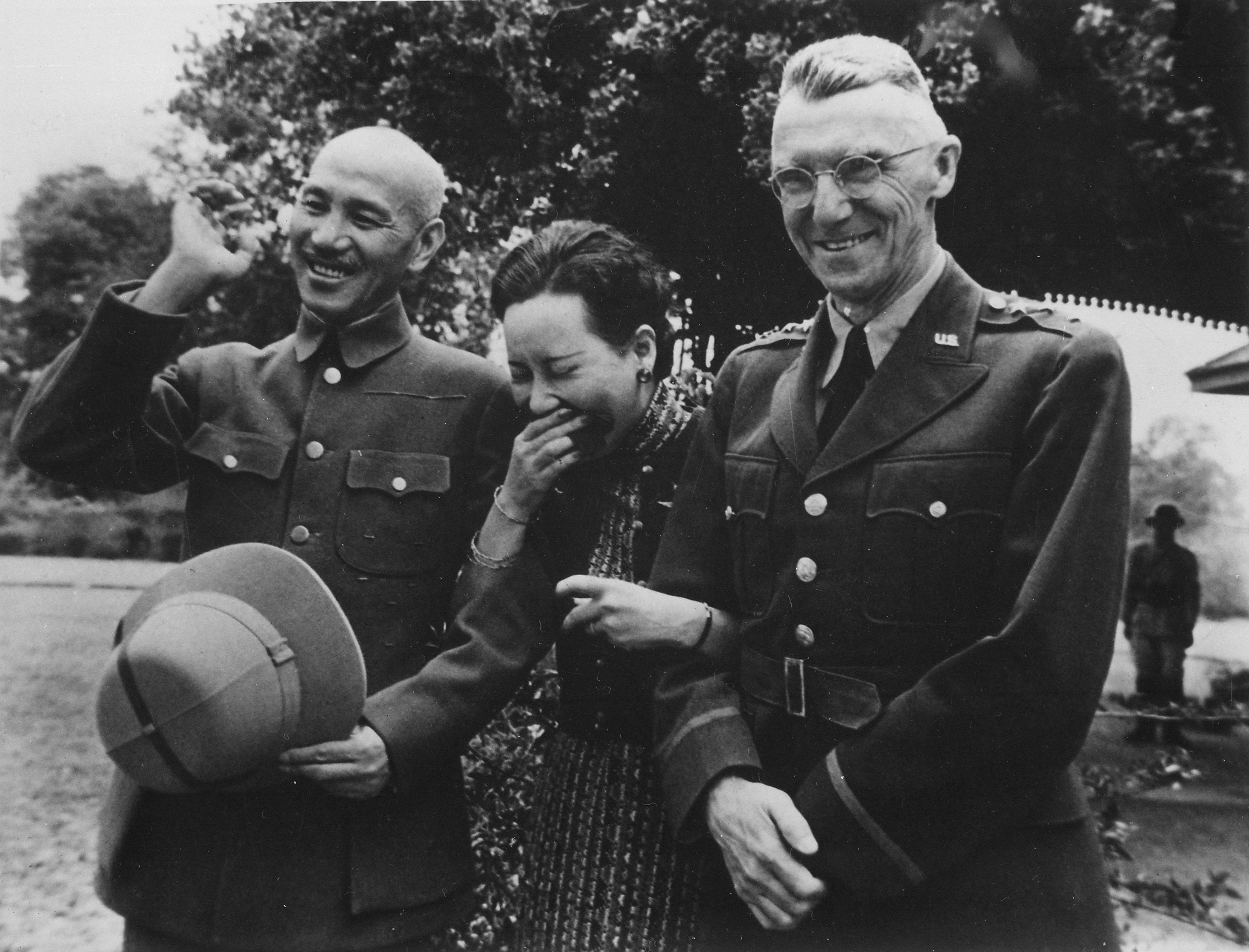
장제스와 그의 부인 쑹메이링, 스틸웰

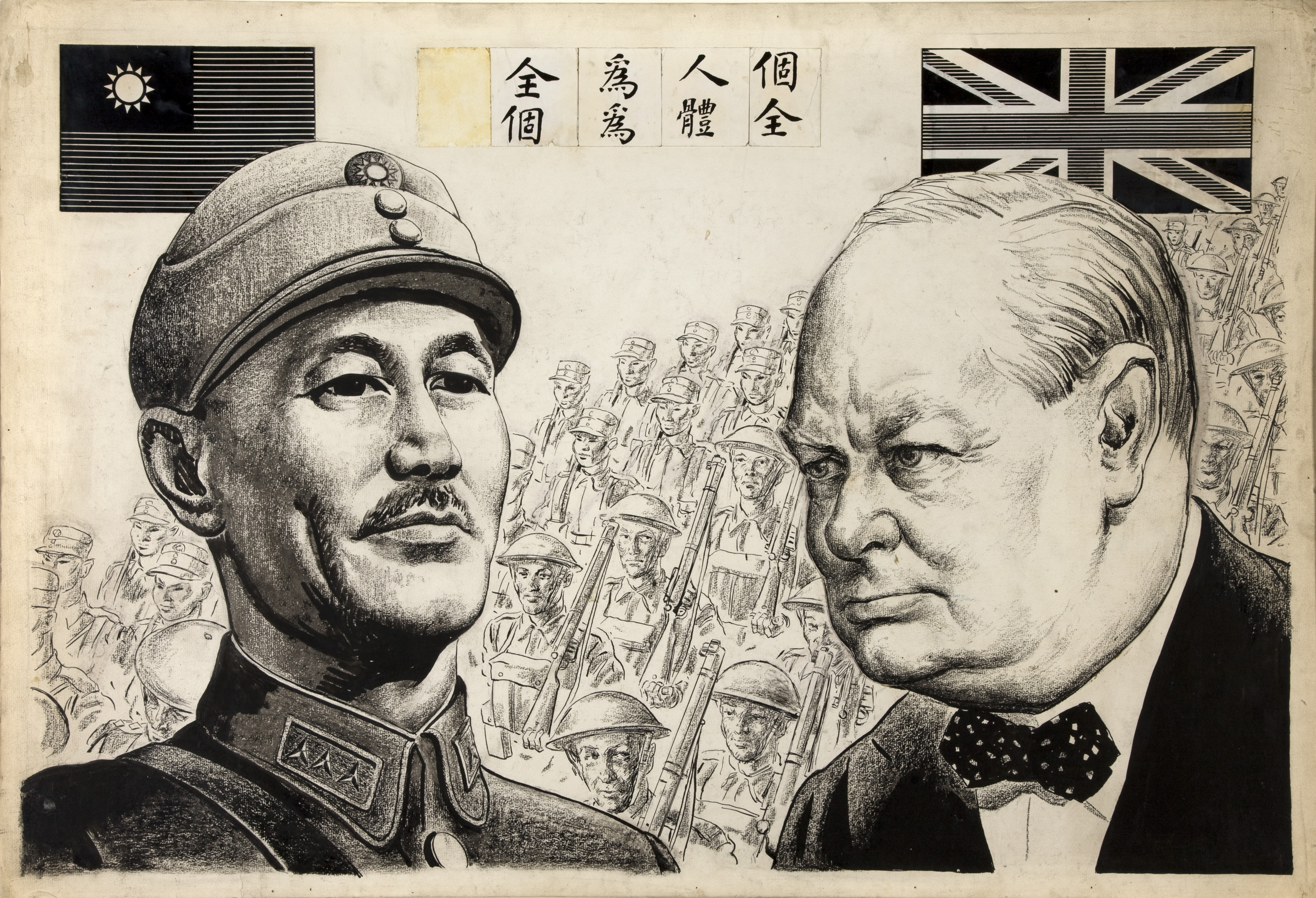
장제스와 윈스턴 처칠

계속되는 토벌전으로 중국공산당은 결국 주요 근거지인 장시 성 해방구를 잃게 되고 홍군은 필사적인 후퇴전술을 택해 중국대륙을 돌아서 산시 성에 이르는 이른바 장정을 감행한다. 장제스는 옌안을 중심으로 한 새로운 공산당 근거지에 대한 총공격을 준비하고 있었는데 1936년 12월 12일 장쉐량이 시안 사건을 일으키고 이로써 상황은 급변하여 장제스는 제2차 국공 합작을 결성하여 항일 전쟁에 들어간다.
1937년 일본의 침략으로 중일 전쟁이 발발하고 시안 사건을 계기로 공산당 섬멸작전을 중단하고 국공합작을 통해 일본 침략군에 맞서 싸우게 되었다. 장제스는 국민정부를 난징에서 충칭으로 옮기고 1941년 연합군이 일본에 선전포고를 하기 전 4년동안 중국은 단독으로 일본과 전투했다. 단독으로 일본과 전투를 하는 한편 김구, 김규식, 김원봉, 조소앙 등과 꾸준히 접촉하며 상하이 임시정부와 조선의용대를 지원하기도 한다. 그러다가 소련을 제외한 나머지 연합국들이 1941년 일본에 선전포고를 하고 대일본 전쟁에 동참한다. 많은 피해를 입긴 했지만 중국은 일본과 끝까지 싸우며, 중국과의 전쟁에서 고전하던 일본은 결국 타 연합국에게도 고전하며 끝내 항복하고, 이로써 중국은 4강대국의 하나로 승전국이 되는 영예를 얻게 되었다. 그러나 내부적으로는 자금 문제에 관련하여 쑹메이링과 측근들이 부패의 징조를 보이기 시작한다.

#### 태평양 전쟁 전후

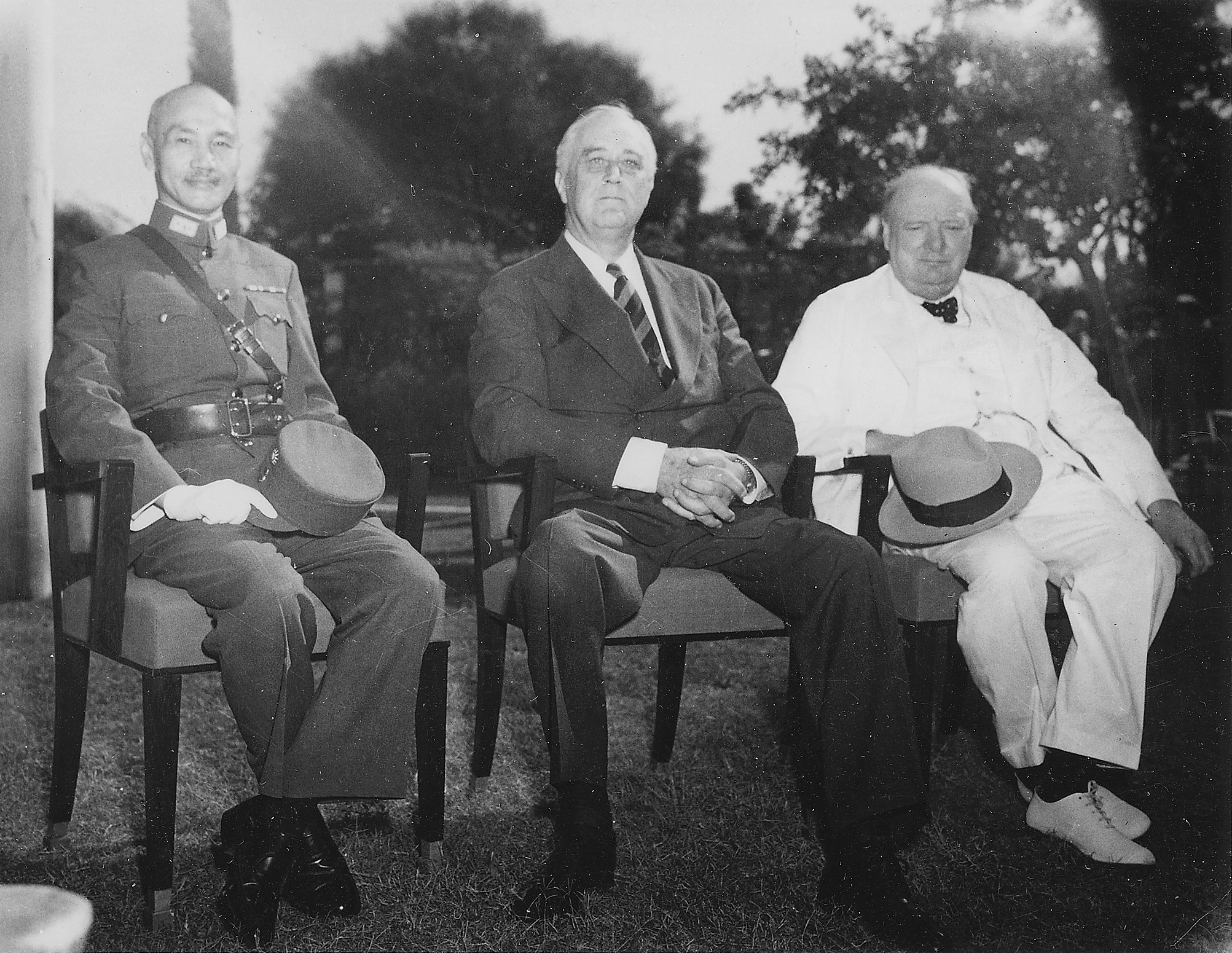
카이로 회담. 왼쪽부터 장제스, 루스벨트, 처칠

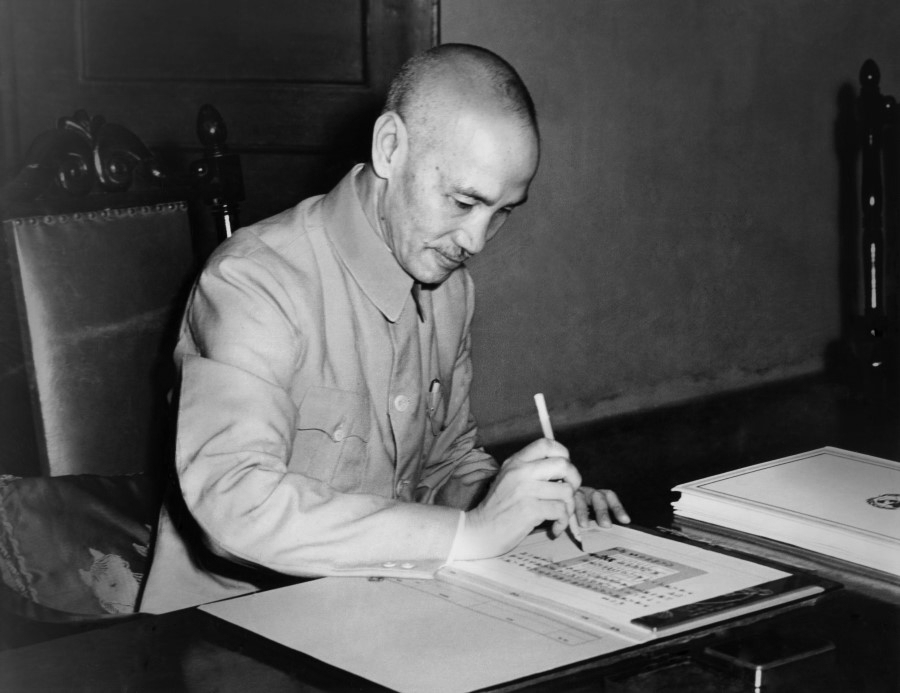
유엔 헌장에 서명하는 장제스(1945)

1943년 11월 미국의 루즈벨트, 영국의 처칠과 이집트 카이로에 모여서 '카이로 회담'을 하였다. 이때 한국 독립 문제를 거론하였고 회의에서는 '한국 민중의 노예 상태에 유의하여 적당한 시기에 독립시킨다'는 결의를 얻어냈다. 그가 카이로 회담에서 한국의 독립 문제를 건의한 것에 대해 한국의 독립운동가 김구는 카이로 회담에서 장제스으로 하여금 한국의 독립을 제안하고 그 선언문에 명문화시킨 것의 원인은 윤봉길의 의거에 있다고 보았다.
일본이 미국, 중국, 소련을 비롯한 연합국에게 항복하였으나 승전에도 불구하고 국민당 정권 내부의 부패 정도는 더욱 심해졌고 장제스가 제어할 수 없는 수준에 이르렀다. 동시에 1945년부터는 다시 마오쩌둥, 저우 언라이 등이 이끄는 중국공산당과 국공 내전이 발발하였지만 1949년에는 종국적으로 전세가 역전되어 타이완으로 정부를 이전하게 된다.
타이완으로 건너가서 국민당 지도자들과 함께 정부를 재건하는 한편, 타이완 해협을 건너 중국공산당을 소규모로 몇 차례 공격했지만 실패한다.

#### 대한민국 임시정부 지원

김구

장제스는 쑨원의 정통 후계자임을 내세웠다. 1919년 8월 쑨원이 대한민국 임시정부를 승인한다는 방침을 밝힘에 따라 장제스 역시 대한민국 임시정부에 호의적이었다. 그러나 처음에는 별다른 지원을 보이지 않았다.
국민당 내에는 황푸군관학교와 조선의용단 인맥인 김규식·김원봉의 일파와 관계를 맺는 군부 내 파벌이 존재하였고 장제스는 임시정부나 김규식·김원봉 일파에 대한 특별한 지지입장은 표명하지 않고 있었다.
1932년 이봉창·윤봉길 의거사건을 계기로 장제스는 대한민국 임시정부에 대한 전폭적인 지원을 한다. 이후 대한민국 임시정부에 수시로 독립운동 자금을 보냈으며, 대한민국 임시정부를 지키던 김구하고 조선민족혁명당 김규식·김원봉 등을 설득하여 연합전선 구축을 권고하기도 했다.
카이로 회담 전에 김구 등 임시 정부 요인들을 만난 장제스는 한국의 독립을 약속했고 이후 카이로 회담에서 미국, 영국의 원수들이 모인 자리에서 장제스는 미국하고 영국으로부터 한국을 적절한 시기에 독립시킬 것이라는 합의를 이끌어낸다.

#### 종전 이후

##### 한국에서의 실권행사 실패
김구 주석 일행이 충칭을 떠나기 하루 전인 1945년 11월 4일 장제스(蔣介石) 중화민국 총통과 그의 부인 쑹메이링(宋美齡)은 해방을 맞아 귀국하는 김구 주석 등 대한민국 임시정부 요인들, 한국독립당 간부와 각계 요인 200명을 초청하여 전별식을 베풀었다. 장제스 주석은 격려연설을 하는 가운데 "조선이 독립하지 못하면 중국의 독립도 완성하지 못하게 되고 동아시아와 세계 평화도 확보하지 못할 것이므로... 국민당은 조선독립에 전력을 다해 원조하겠다"고 말해 한국 독립의 중요성을 역설했다. 그러나 미국은 이러한 장 주석의 조선 독립에 대해 우호적인 입장을 중국이 만주와 한반도에 대한 역사적 지위의 회복을 바라고 있기 때문으로 해석하였고, 이러한 미국의 견해는 후일 미군정이 임시정부를 철저히 냉대하게 만든 요인이 되기도 했다. 이 자리에서 그는 국민당 사무장 우티에청(吳鐵城)에게 명하여 미화 20만달러(현시가 20억여원)를 김구에게 전달했다. 수십년간 대일항전의 동지로 지내온 김구에 대한 최후의, 가장 파격적인 지원이었다.. 장제스가 고국으로 돌아가는 김구에게 20만 달러라는 거액을 쥐어준 데는 단순한 우정을 넘어 향후 ‘보은’을 다짐받는 의미가 들어있었다.
그러나 김구는 이 돈을 한국 국내로 들여가는 데 실패했다. 당시 김구·김규식 등은 임정 대표 자격이 아니라 개인 자격으로 입국했다. 해방과 함께 정권을 인수한 미군정이 또다른 권력을 인정하지 않았기 때문이다. 그러나 미군정은 여운형, 박헌영과 인공 내각의 견제를 위해 임시정부가 '정부'의 명칭을 쓰는 것을 허용한다. 그리고 미군정은 김구의 개인경호원과 광복군에게 무기를 소지하도록 허용 하였으나 장제스가 준 돈 20만 달러는 끝내 허락하지 않았다.
한국 전쟁 때 더글러스 맥아더가 만주 폭격 계획을 세우자 장제스는 환영하며 해리 트루먼 미국 대통령에게 만주 폭격을 지원해줄 것을 요청하지만, 역시 트루먼의 거절로 실패하고 만다.

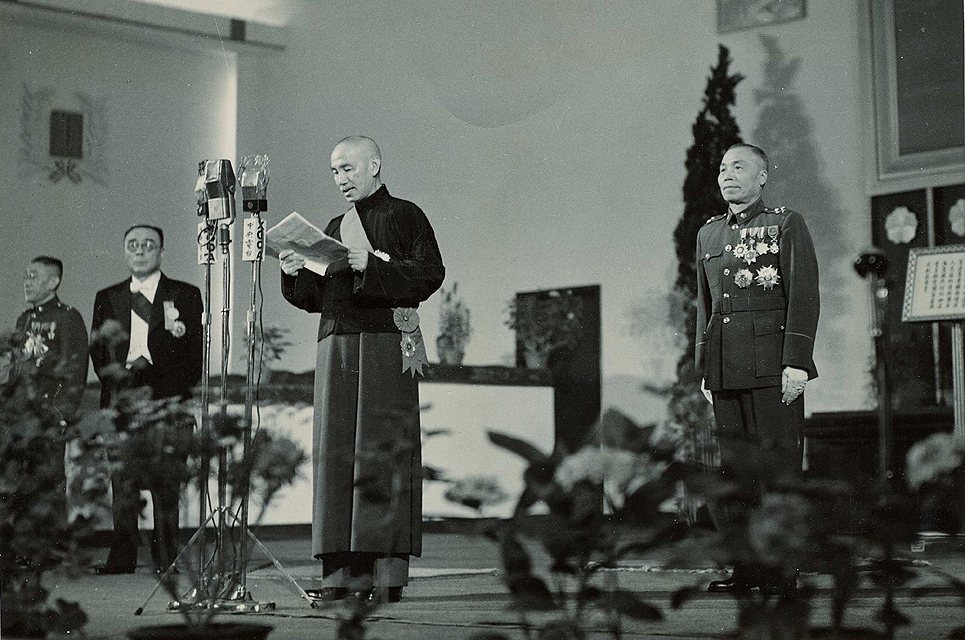
1948년 새 헌법의 중화민국 초대 총통으로서 취임식을 가지는 장제스 (우측은 리쭝런)

## 초대~5대 총통

### 임기
명목상 초대~5대 총통으로 되어 있으나, 초대임기 중 사퇴를 선언하여 직무복귀를 하기까지의 기간 및 사망 이후의 기간을 제외한다. 초대 임기에 해당하는 1948년 5월 20일부터 1954년 5월 20일까지의 기간 중 1949년 1월 21일부터 1950년 3월 1일까지의 기간은 리쭝런이 직무를 대행하였으며, 5대 임기 후반에 해당하는 1975년 4월 5일부터 1978년 5월 20일까지의 기간은 옌자간이 직무를 승계하였다.

#### 분단 이후의 총통

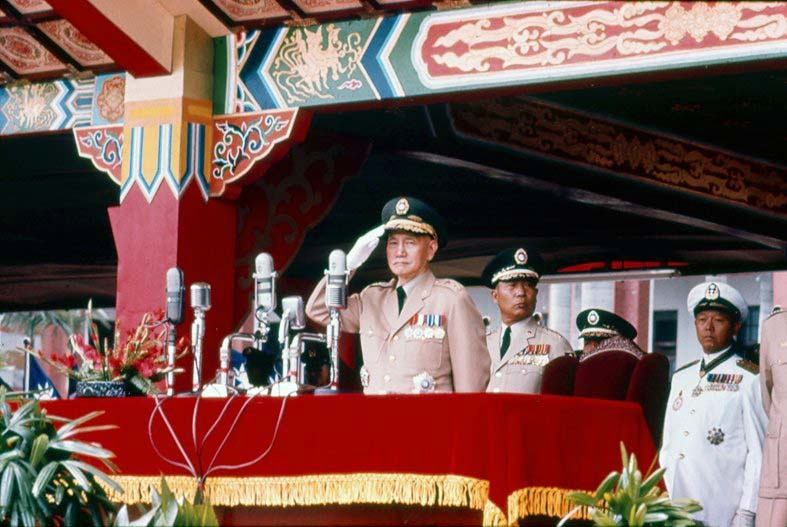
1966년 중화민국 국경일 행렬식에서

국공 내전으로 분단된 이후 1950년에 총통으로 다시 취임하고 본토 수복을 위해 몇 차례 대륙으로 진출을 시도했으나 실패하고 내치에 전념하여 한때 부패했던 국민당 조직을 개편했고, 중화인민공화국으로 대표되는 공산주의에 맞서는 자유의 선봉으로 나섰다. 1949년 대한민국 진해시 이승만 대통령 별장에서 이승만(李承晩) 대통령과 정상회담을 하였다. 대한민국의 이승만 대통령은 1953년 11월 중화민국을 방문해 장제스와 정상회담을 하였다.
시련을 겪은 그는 한때 부패했던 국민당 조직을 개편했고, 부패 관리들을 적발하여 숙청하였으며 뇌물을 받은 자신의 며느리 역시 사형에 처한다. 한국 전쟁 휴전 이후에는 반공주의의 전진기지로 인식한 미국의 전략적 원조를 받게 된다. 1955년 미국은 중화민국 정부와 타이완 방위를 보장하는 협정을 체결했다. 이후 미국의 방위우산으로 편입하고 그 원조에 힘입어 그 후 20년 동안 타이완의 경제발전을 실현하는 데 성공했다.

#### 사망

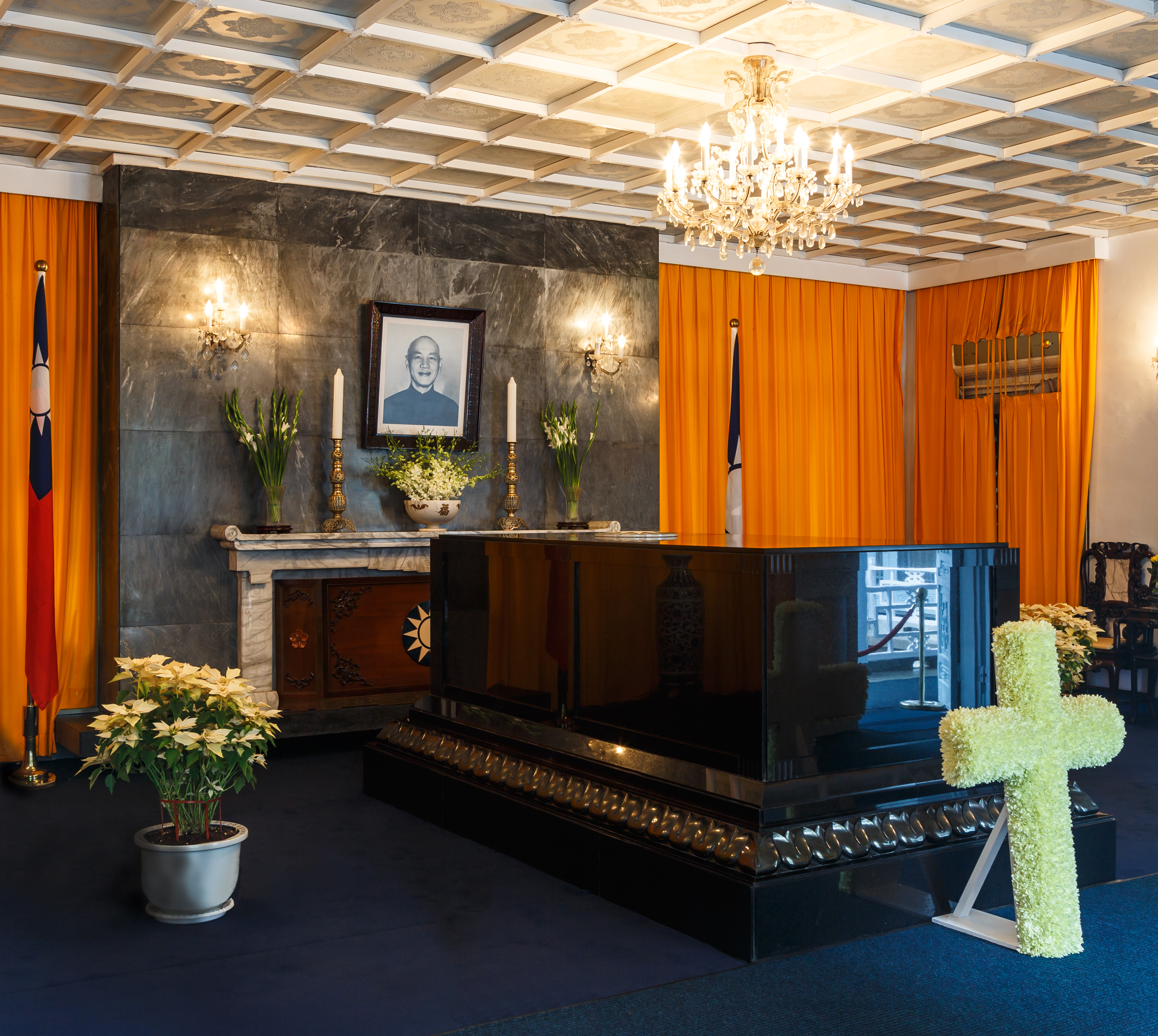
장제스의 묘비

그러나 1971년에 유엔에서는 유엔 총회 결의 제2758호가 채택되면서 유엔 안전 보장 이사회 상임이사국 지위는 물론 회원국의 자격까지 잃는 사건을 겪는다. 거기에 1972년 초 닉슨의 중공 방문으로 미국과 중화인민공화국 사이에 관계 개선이 이루어지기 시작하면서 타이완의 중화민국은 고립이 심화되었고, 1955년의 타이완 방위 협정의 효력과 그의 정부의 미래에 대하여 심각한 의문이 제기되었다. 그렇게 역사의 비주류로 떨어진 설움을 삼키던 와중 1975년 타이베이에서 향년 89세의 나이로 사망하였다. 그가 죽자 잔여 직무를 승계한 옌자간 정부를 거쳐 장징궈가 국민당 6, 7대 주석 및 중화민국 정부 수반으로 그 뒤를 이었다.

#### 사후
장제스의 생전에 겨우 유지되던 상호 방위협정은 그의 사후 심각한 위기를 맞아 흔들리게 된다. 1979년 미국은 마침내 중화인민공화국과 전면적인 국교를 수립하고 중화민국과 외교관계를 청산하기에 이른다.

## 평가와 비판

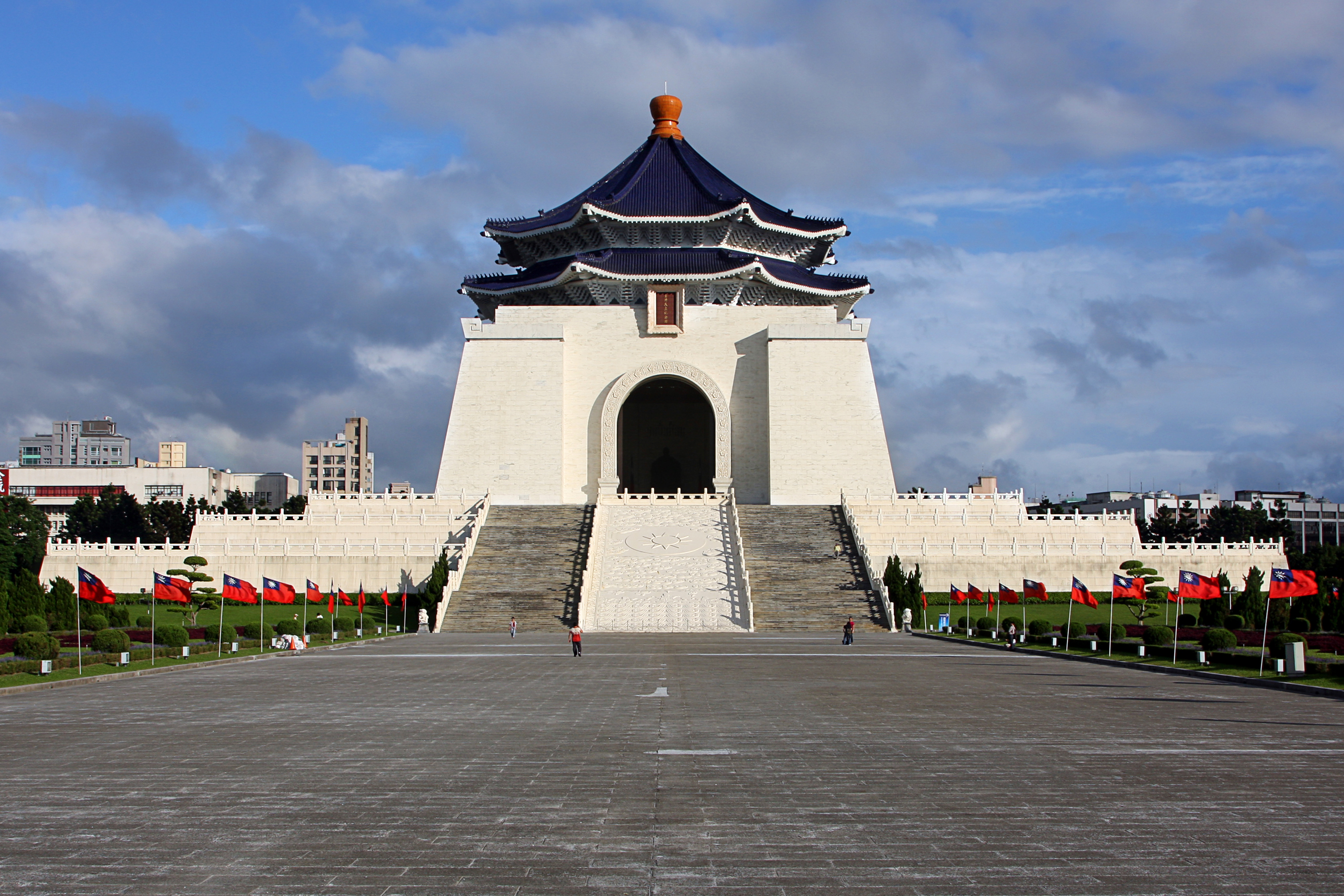
중정 기념관

장제스에 대한 역사적 평가에 관하여는 중화민국의 항일 지도자로서 칭송받는 면과 공산주의자를 탄압한 4·12 쿠테타를 일으키고, 타이완에서 2.28 사건의 학살자이자 독재자로서 비판받는 부정적인 평가의 양면이 존재한다. 장제스는 국공 내전에서 패한 이유가 국민당의 부정 부패였다고 생각하였기 때문에, 중화민국의 공직자들의 부정 부패를 강력한 처벌로 일소하였다. 하지만 국민당 이외의 정당들은 형식적인 정당에 불과한 국민당 일당 독재, 진보적인 정치세력에 대한 백색 테러로 불리는 보수 테러, 독재에 저항하는 반체제 인사들에 대한 탄압으로 중화민국의 민주주의가 늦게 뿌리내리게 한 독재자라는 비판을 받기도 한다.
그러나 장제스가 이질적으로 반대한 공산주의 국가인 중화인민공화국에서 평가도 최근에는 일제와의 끈질긴 항전, 친일파 처단 등 부분에서는 긍정적인 평가도 내리고 있다.

### 정책 실패의 원인
그는 새로운 국민정부의 주석으로서 사회개혁 정책을 굳건하게 지지했으나, 그 정책의 대부분은 탁상공론에 그치고 말았다. 그 이유로는 1928년 그가 중국 군벌들을 흡수했지만 그가 중국대륙을 완전히 장악하지 못했기 때문이라는 지적이 있다. 우선 각 지방의 군벌들을 진압했다기보다는 중립화시킨 것뿐이었고 군벌들은 여전히 그의 권위를 인정하려 들지 않았다.
또한 1945년 이전까지 내부 친인척과 측근들의 부패와 비리를 다스리지 못함으로써 국공 내전에서 패하는 원인을 제공하고 만다.

## 기타
- 타이완 타오위안 국제공항의 구 명칭인 장제스 국제공항은 그의 이름을 딴 공항이다.
- 중정기념당(중국어 정체자: 中正紀念堂, 병음: Guólì Zhōngzhèng Jìniàntáng)은 그의 사후에 중국 화교들이 돈을 모아 지은 그의 기념관이다. 타이베이 시내에 위치한다.
- 1953년 대한민국 정부로부터, 대한민국의 독립운동을 지원한 공로로 건국훈장 대한민국장을 받았다.
- 장제스는 1945년 김구의 귀국시 미화 20만 달러라는 거금을 주었으나, 김구는 미군정의 방해로 이 돈을 국내에 들여오지 못했다.

## 서훈
- 건국훈장 대한민국장: 장제스에게 1953년 11월 25일에 대한민국 건국훈장 대한민국장이 수여되었다. 해당 훈장은 중정기념당에서 전시중이다.

## 일화

### 20만 달러 지원 실패와 이승만
이승만은 장제스가 김구에게 지원하려던 거금의 존재를 알게 된다. 그는 정치자금에 관한 한 일찌감치 유리한 위치를 차지했다. 미군정의 후원아래 친일 경제인들이 조직한 대한경제보국회가 1946년 초 2,000만 원의 정치자금을 모았는데 이중 1,000만 원이 이승만에게 전달될 정도였다. 이즈음 20만 달러의 반입을 포기한 김구는 이승만에게 이 돈을 주기로 약속한다. 대한민국 임시정부 시절 이승만과 재미교포 사회에서 받은 지원에 대한 보답 성격이었다. 이때부터 돈을 손에 넣기 위한 이승만의 집요한 노력이 시작된다. 그는 1946년 2월 장제스 총통에게 전보를 보낸다. “20만 달러를 미국 안전신탁공사(American Security and Trust Company)에 예치시킨 뒤 워싱턴의 임병직 대령(이승만의 심복)에게 지불해달라”는 것이었다. 전보를 접수한 국민당 우티에청 사무장은 잠시 난감했지만 곧바로 장제스에게 “이 돈은 이승만이 아닌 김구가 수령하는 것이 마땅하다”는 의견을 제출한다.
이승만은 1946년 2월 전보를 시작으로 47년 말까지 4~5차례에 걸쳐 장제스에게 이 자금을 자신에게 달라고 요청한다. 미군정과의 관계악화로 46년 말 도미했던 그는 이듬해 4월 한국으로 돌아오면서 일부러 상하이·난징을 거쳐서 돌아온다. 이때 장제스와 처음 대면한 그는 20만 달러 이야기를 꺼내지만 신통한 답변을 듣지 못한다. 이때 장제스는 서울의 김구에게 전화했고, 김구는 이승만이 귀국길에 상하이에 들렀음을 접하고 자금 일부를 국내로 보내줄 것을 요청한다.
그로부터 두 달 뒤인 47년 6월 김구는 주한 중화민국영사관에 부탁해서 10만 달러를 임시정부 주화(중)대사관의 운영자금으로 지원토록 한다. 국내정치에서 이승만과 긴장관계가 조성된 만큼 돈을 자기몫으로 챙긴 것이다. 그러나 이승만은 이 돈을 포기하지 않은 채 그해 8월 프란체스카와 함께 주한 중국영사관을 찾아가 나머지 10만 달러를 달라고 사정하지만 실패한다. 이 일 직후 10만 달러는 김구의 아들 김신이 들여와 경교장 생활비와 ‘백범일지’ 출간비용 등에 충당했다.

### 김구의 화교 무역 지원
20만 달러의 '해프닝' 이후에도 김구의 한국독립당과 중국국민당 사이에는 모종의 계획이 추진됐다. 1947년 말 임시정부 주화(주중국)대표단에서 국민당과 김구의 연락을 맡고 있던 민석린은 ‘중한동제실업공사 조직요강 초안’을 작성, 국민당 사무장 우티에청을 통해 장제스에게 올린다. 장제스는 김구의 화교무역 제안을 승인한다.
중국국민당과 한국독립당은 각 당의 경제기초 건설을 위해 중한동제실업공사(中韓同濟實業公司)를 조직한다. 업무범위는 무역·운수·어업·부동산·공장·은행·농장 등으로 정한다. 자금은 우선 1백억원을 중국국민당과 한국독립당이 절반씩 출자하고 장래 업무발전 상황에 맞춰 증자한다.

해방 이후 가장 비중이 컸던 대일무역을 비롯해 대외교역이 거의 끊어진 상태에서 유일한 것이 타이완·홍콩·마카오 등지와 이뤄졌던 화교무역이었다. “타이완산 소금이 한국에 수입됐는데 반응이 좋았고 빈 배로 돌아가기 아까워서 인삼을 실어갔다”는 등의 기록이 있다. 이같은 한·중간 경제활동을 관장함으로써 양당의 정치자금으로 쓰고자 했던 것이다.
민석린과 우티에청 간에 비밀스러운 대화가 오고 갔다. 국내에서 정치자금 조달이 어려운 김구나 장기간의 대일전과 국공내전으로 자금이 소진된 장제스, 양측의 이해가 맞는 제안이 아닐 수 없었다. 오랜 세월동안 임정과 국민당의 연결고리였던 우티에청은 바람직한 내용으로 판단하고 장제스에게 보고한다. 그러나 이 계획은 불발로 끝나고 만다. 1948년은 한반도를 둘러싼 국제정세가 결정적 국면에 다다른 시기였다. 남북한이 각자 단독정부를 수립하면서 김구는 설 자리를 잃고 이승만에게 패배한다. 중국국민당 역시 국공내전이 심화되면서 베이징을 마오쩌둥(毛澤東)에게 내주고 수세에 몰리게 됐다. 장제스와 중국국민당의 내전 패배로, 화교무역을 통한 김구의 정치자금 조달 역시 실패로 돌아가고 만다. 또한 한국 내에 영향력을 행사하려던 계획도 무산된다.

## 가족 관계

### 선조
- 시조 이전: 장징
- 시조: 장광(蔣光)
- 시조로부터 장종패 - 장간 - 장준명 - 장선 - 장사걸(蔣仕傑) 순으로 이어진다.
- 증조부: 장사증(蔣祈增, 1783 ~ ?)
- 조부: 장사천
- 외조부: 왕유칙(王有則, 1820 ~ 1882)
- 부친: 장조총
- 모친: 왕차이위

### 후손
- 1번째 부인: 마오푸메이(毛福梅)
  - 장남: 장징궈(蔣經國)
  - 장녀: 장젠화(蔣建華)
- 측실: 야오예청(姚冶誠, 아명(兒名)은 야오이청(姚怡誠).)
- 측실: 일본 여인
  - 차남: 장웨이궈(蔣緯國)[9]
- 측실: 일본 여인
- 2번째 부인: 천제루(陳潔如, 아명(兒名)은 천펑(陳鳳).)
  - 차녀: 장야오광(蔣瑤光)
- 3번째 부인: 쑹메이링(宋美齡)

## 인간 관계
- 중국국민당 선전부장을 지낸 다이지타오(戴季陶)와 절친한 친구 관계였다.

## 같이 보기
- 마오쩌둥
- 리쭝런
- 장징궈
- 장샤오옌
- 중국국민당
- 중화민국의 외교
- 쑨원
- 대한민국 임시정부
- 김구
- 이승만
- 김규식
- 쑹메이링
- 쑹칭링
- 황푸 군관학교
- 바오딩 육군군관학교
- 장제스 국제공항(현.타이완 타오위안 국제공항)

## 참고 서적
- 이윤섭 (2010년 12월 5일). 《객관적 20세기 전반기》. 필맥. ISBN 978-89-91071-82-7.
- 황보종우 (2003년 9월 1일). 《청소년을 위한 세계사 사전》. 청아출판사. ISBN 978-89-368-0097-0.
- 레이 황 저/구범진 역 (2009년 12월 16일). 《장제스 일기를 읽다 : 레이 황의 중국 근현대사 사색》. 푸른역사. ISBN 978-89-94079-03-5.

## 역대 선거 결과
| 선거명      | 직책명        | 대수 | 정당       | 득표율 | 득표수  | 결과 | 당락 |
| ----------- | ------------- | ---- | ---------- | ------ | ------- | ---- | ---- |
| 1948년 선거 | 중화민국 총통 | 1대  | 중국국민당 | 90.03% | 2,430표 | 1위  |      |